# وثار ريختر
وثار ريختر (بالألمانية: Lothar Richter)‏ (9 يونيو 1912 بكيمنتس في ألمانيا - 20 نوفمبر 2001) هو لاعب كرة قدم ألماني في مركز الدفاع. شارك مع منتخب ألمانيا لكرة القدم. أما مع النوادي، فقد لعب مع كيمنتزر.

## وصلات خارجية
- وثار ريختر على موقع قاعدة بيانات كرة القدم.إي يو (الإنجليزية)
- وثار ريختر على موقع ناشيونال فوتبول تيمز (الإنجليزية)
- وثار ريختر على موقع عالم كرة القدم.نت (الإنجليزية)